# WAS-2123

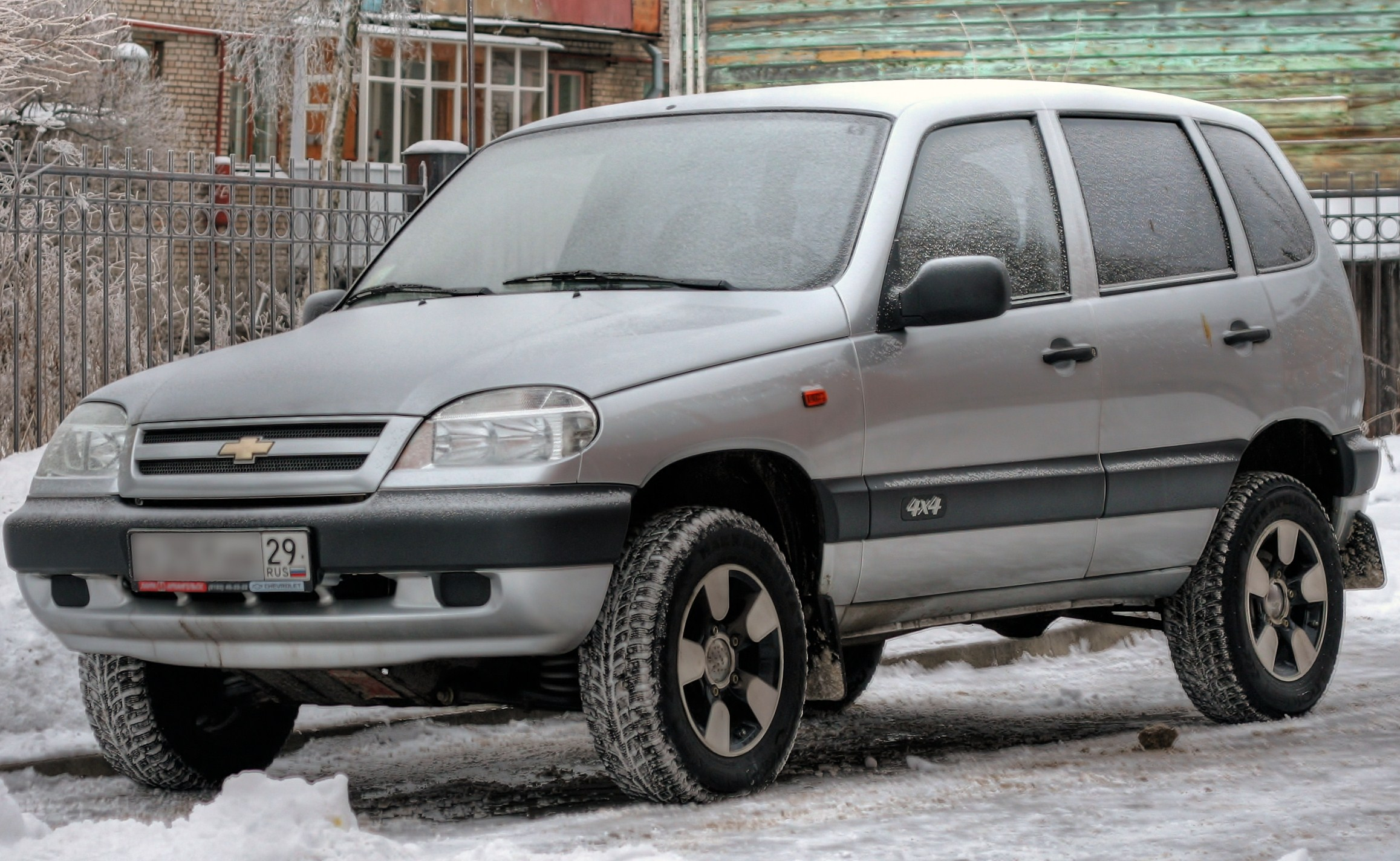
Chevrolet Niva (2002–2009)

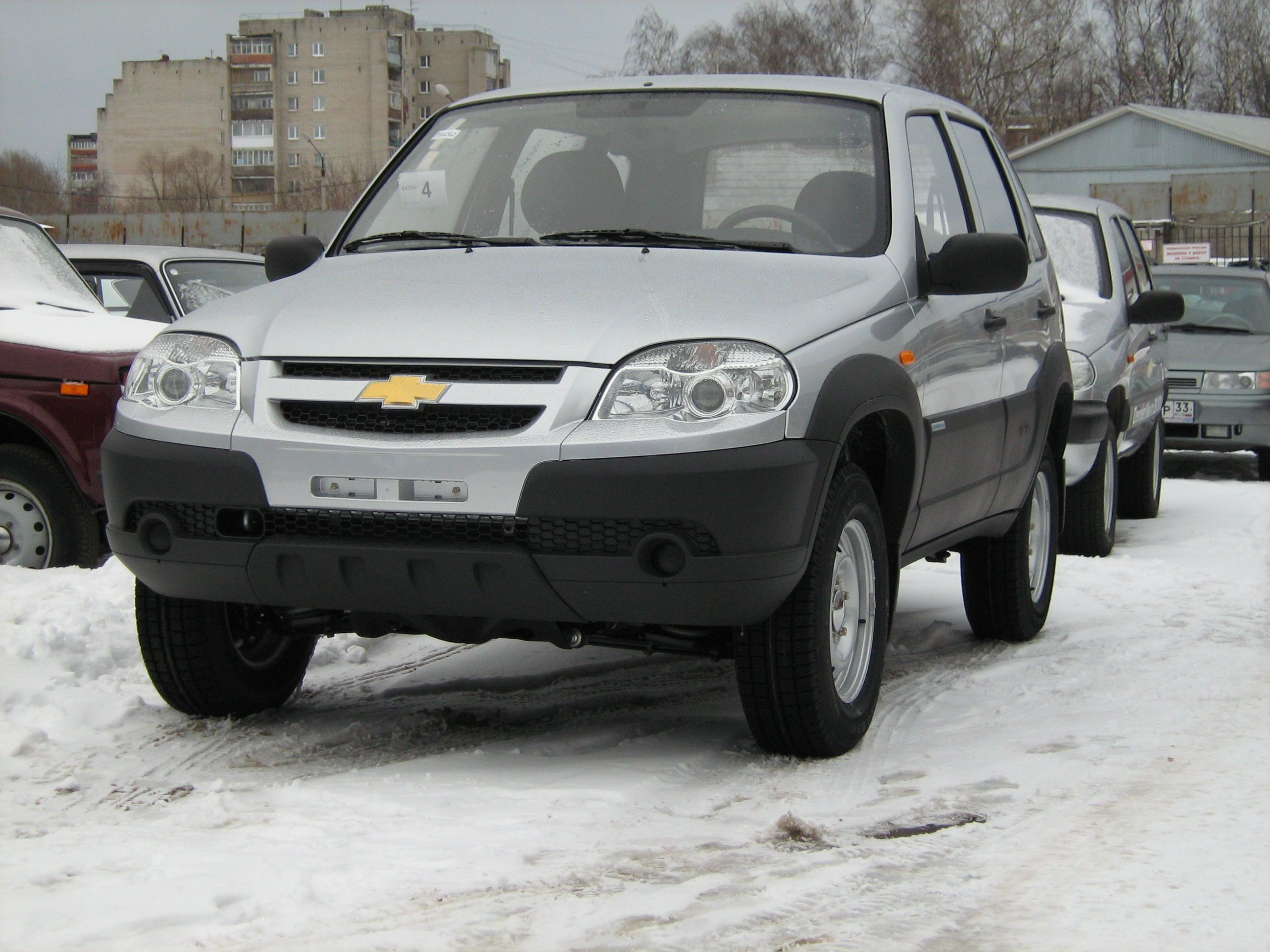
Chevrolet Niva (2009–2020)

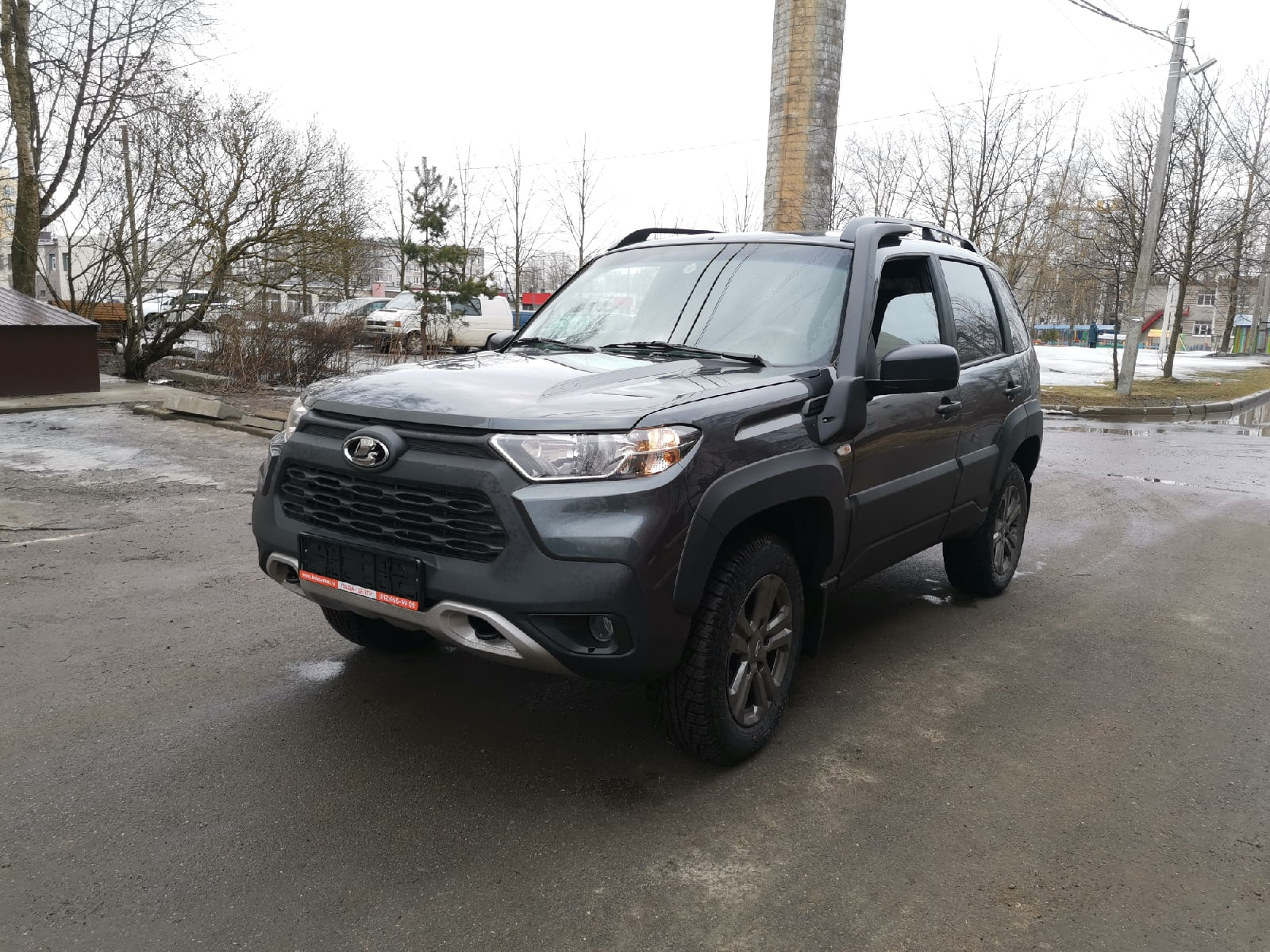
Lada Niva (2020–2025)

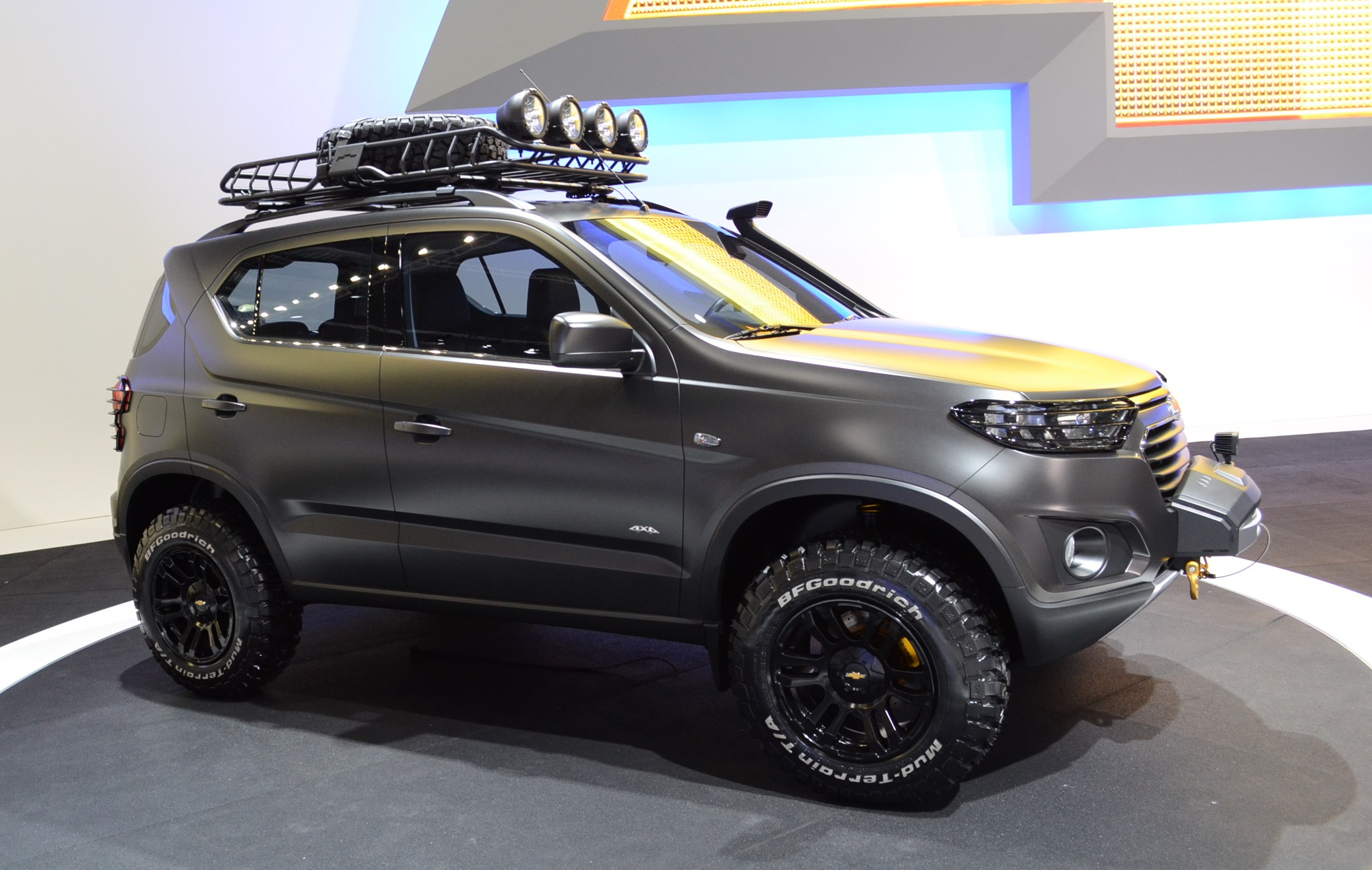
Chevrolet Niva Concept

Der ВАЗ-2123, deutsche Transkription: WAS-2123, ist ein Sport Utility Vehicle, das zwischen 1998 und 2002 in Kleinserie von AwtoWAS, zwischen 2002 und 2020 von GM-AwtoWAS und seit 2020 wieder von AwtoWAS im russischen Toljatti gefertigt wird.

## Geschichte
In den 80er- und 90er-Jahren sollte ein Nachfolger für den WAS-2121 Niwa entwickelt werden. Es wurde der WAS-2123 entwickelt, der zunächst in geringer Stückzahl ab 1998 als Lada Niva in Handarbeit gefertigt wurde. Die Wirren der russischen Automobilindustrie und die Russlandkrise ließen eine Großserienfertigung jedoch nicht zu. General Motors und AwtoWAS gründeten mit GM-AwtoWAS ein Joint-Venture, das das Fahrzeug letztlich ab 2002 als Chevrolet Niva vermarktete. Im Jahr 2009 wurde der Chevrolet Niva überarbeitet. Nachdem sich GM Ende 2019 aus dem Gemeinschaftsunternehmen zurückgezogen hatte, wird die Baureihe seit 2020 wieder unter dem Markennamen Lada vermarktet. Während der WAS-2121 bis 2019 in die Europäische Union exportiert wurde, wird der WAS-2123 offiziell nur in GUS-Staaten verkauft.
Im August 2014 präsentierte GM-AwtoWAS auf der Moscow International Motor Show mit dem Chevrolet Niva Concept ein Konzeptfahrzeug, das einen Ausblick auf einen Nachfolger des WAS-2123 geben sollte. Das Serienmodell wurde zunächst für Mitte 2016 erwartet. In den Handel kam es aber nie.
Als Reaktion auf den Überfall Russlands auf die Ukraine im Februar 2022 wurden verschiedene Sanktionen gegen Russland verhängt. Infolgedessen musste die Produktion bei AwtoWAS zwischenzeitlich eingestellt werden. Am 15. August 2022 teilte der Hersteller mit, dass die Produktion der Baureihe wieder aufgenommen wurde. Zunächst war nur eine reduzierte Ausstattung verfügbar. Es entfielen unter anderem ABS und alle Airbags.
Ein elektrisch angetriebener Prototyp der Baureihe wurde im Juni 2024 bei der Vorstellung des Lada Iskra gezeigt.
Eine weitere Modellpflege der Baureihe wurde im Juni 2025 vorgestellt.

## Sicherheit
Im Jahr 2003 wurde der Chevrolet Niva vom Autoreview Car Assessment Program (ARCAP) auf die Fahrzeugsicherheit getestet. Er erreichte dabei null von vier möglichen Sternen bzw. 1,6 von 16 möglichen Punkten. Lediglich der Schutz von Brust und Kopf wurde als zufriedenstellend beurteilt.

## Technische Daten
|                                             | 1.7                                   |
| Bauzeitraum                                 | seit 1998                             |
| Motorkenndaten                              |                                       |
| Motortyp                                    | Ottomotor mit vier Zylindern in Reihe |
| Hubraum                                     | 1690 cm³                              |
| Verdichtungsverhältnis                      | 9,3 : 1                               |
| max. Leistung                               | 59 kW (80 PS) bei 5000 min−1          |
| max. Drehmoment                             | 127 Nm bei 4000 min−1                 |
| Kraftübertragung                            |                                       |
| Antrieb                                     | Allradantrieb                         |
| Getriebeart                                 | 5-Gang-Schaltgetriebe                 |
| Messwerte                                   |                                       |
| Leergewicht                                 | 1485 kg                               |
| Höchstgeschwindigkeit                       | 140 km/h                              |
| Beschleunigung, 0–100 km/h                  | 19,0 s                                |
| Kraftstoffverbrauch auf 100 km (kombiniert) | 10,2 l Super                          |
| Tankinhalt                                  | 58 l                                  |